# Lukáš Jarolím
Pour les articles homonymes, voir Jarolím.
Lukáš Jarolím, né le 29 juillet 1976 à Pardubice en Tchéquie, est un footballeur tchèque. Il évolue comme milieu offensif.

## Carrière
- 1994-96 : Slavia Prague  République tchèque
- 1995-96 : Union Cheb  République tchèque
- 1996-97 : Slavia Prague  République tchèque
- 1996-97 : České Budějovice  République tchèque
- 1997-98 : Marila Příbram  République tchèque
- 1997-98 : FK Mladá Boleslav  République tchèque
- 1998-02 : Marila Příbram  République tchèque
- 2002-03 : CS Sedan-Ardennes  France
- 2003-04 : Greuther Fürth  Allemagne
- 2004-05 : FC Slovacko  République tchèque
- 2005-07 : Slavia Prague  République tchèque
- 2007-10 : AC Sienne  Italie
- 2010-13 : Slavia Prague  République tchèque
- 2013 : České Budějovice  République tchèque

## Vie personnelle
Issu d'une famille de footballeurs, Lukáš Jarolím est le fils de Karel Jarolím, ancien joueur professionnel tchèque qui a également dirigé la sélection. Il est également le frère de David Jarolím et le cousin de Marek Jarolím (en), tous deux footballeurs professionnels.